# Belgrader Wald

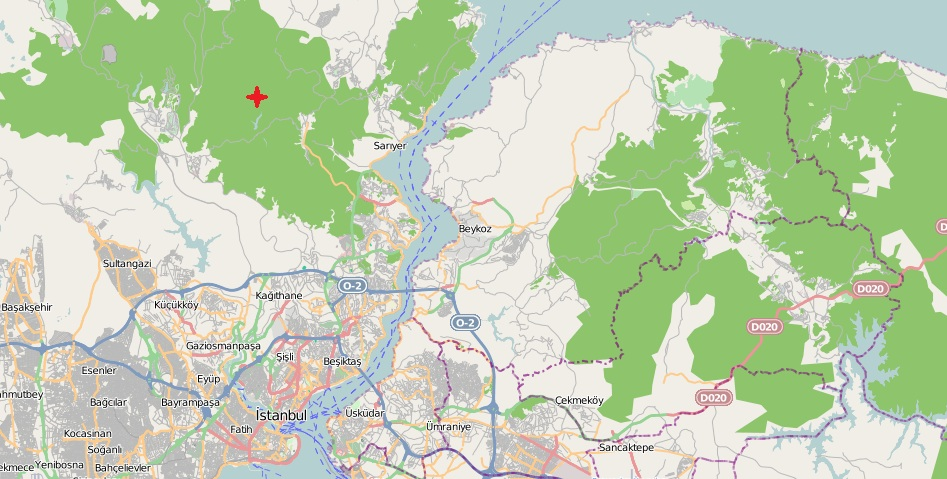
Lageplan Belgrader Wald

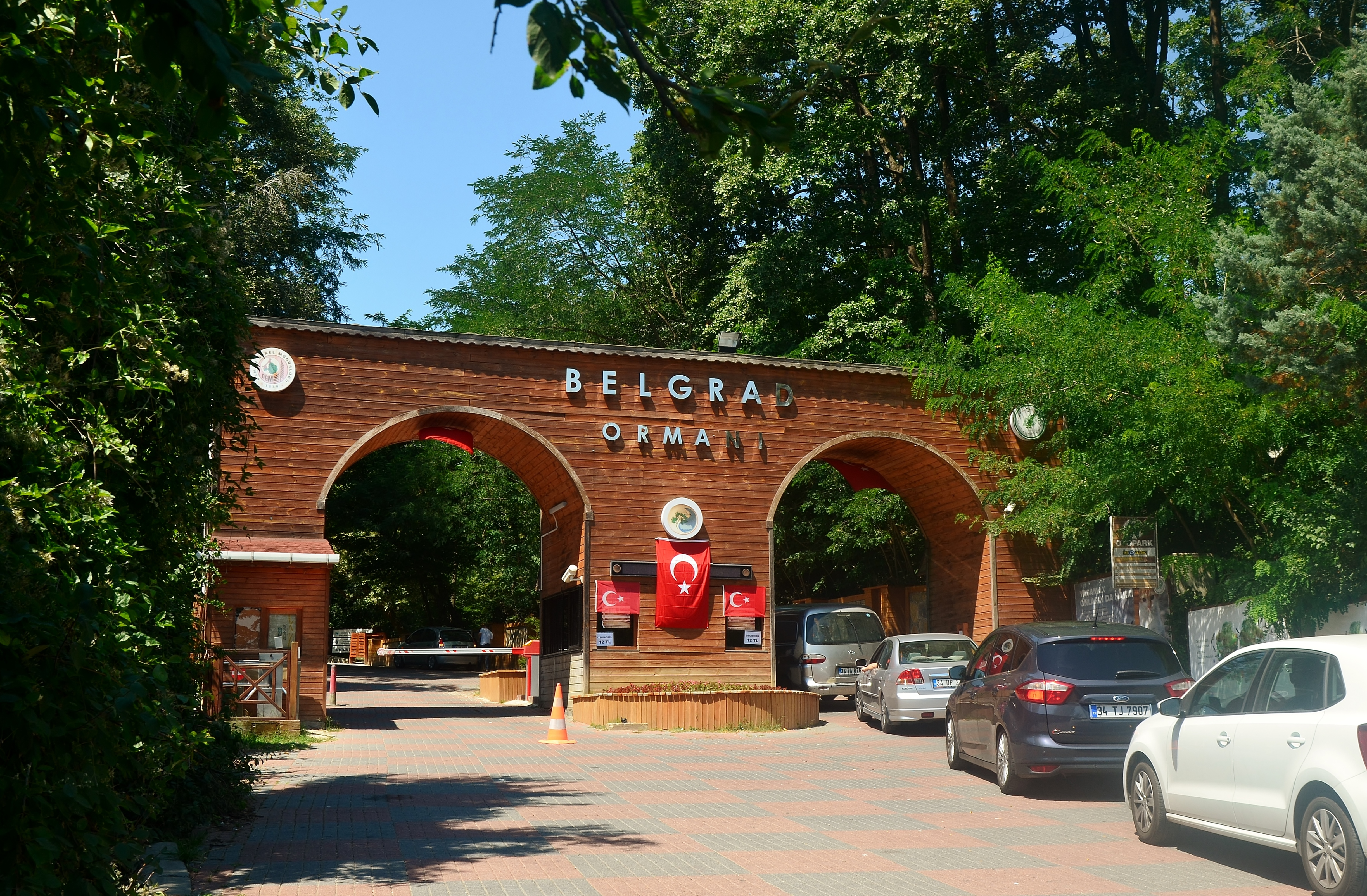
Haupteingang (2016)

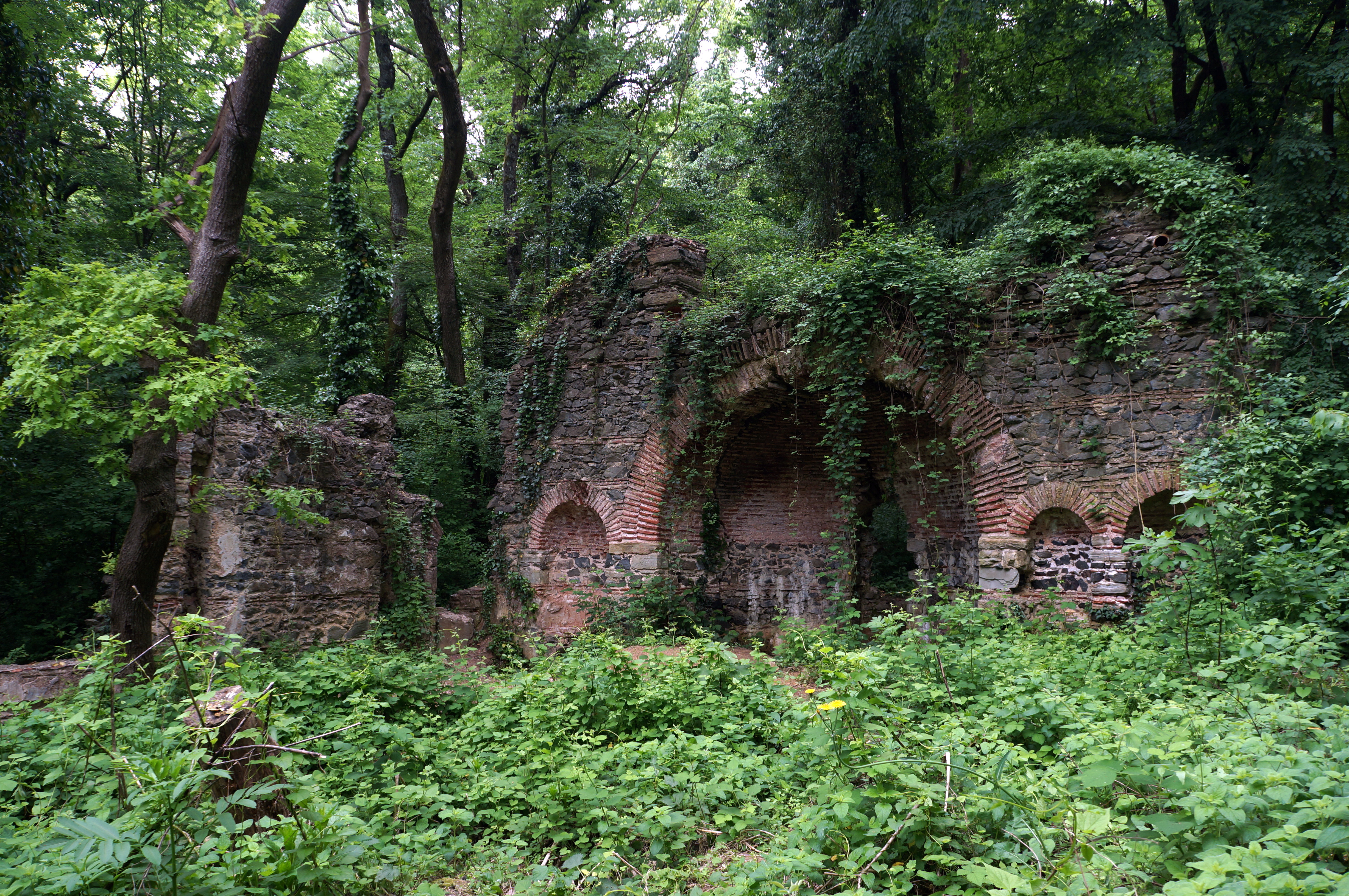
Ruinen der St.-Georgs-Kirche (2015)

Der Belgrader Wald (türkisch Belgrad Ormanı) ist ein Naherholungsgebiet nördlich von Istanbul mit einer Fläche von 5442 Hektar.
Er ist nach den tausenden von Serben benannt, die Süleyman der Prächtige nach der Belagerung von Belgrad (1521) hierher deportieren ließ.
Das Gebiet war die wichtigste Trinkwasserquelle für Istanbul während der byzantinischen und osmanischen Zeit. Über das  Valens-Aquädukt wurde die Stadt zu einem großen Teil mit Wasser aus dem Belgrader Wald versorgt. Unter Sultan Süleyman I. wurde die Ergänzung des Wasserversorgungssystems für die schnell wachsende Hauptstadt in Auftrag gegeben. Zu diesem Zweck errichtete der Architekt Sinan in den Jahren 1554 bis 1562 und 1563  unter anderem das Mağlova-Aquädukt.